# Sông Chảy
Sông Chảy là một con sông tại miền Bắc Việt Nam. Sông bắt nguồn từ sườn tây nam đỉnh Tây Côn Lĩnh (2.419 m) và sườn đông bắc đỉnh Chiêu Lầu Thi (2402 m) trên khối núi thượng nguồn sông Chảy, phía tây bắc tỉnh Tuyên Quang, vượt qua tỉnh Lào Cai rồi chảy vào sông Lô ở Đoan Hùng, tỉnh Phú Thọ.
Sông Chảy dài 303 km, diện tích lưu vực 4.527 km².
Trong sách Kiến văn tiểu lục của Lê Quý Đôn thì sông Chảy còn có tên là Lôi hà, theo sách Tang thương ngẫu lục thì còn tên gọi khác là Bái hà.

## Dòng chảy

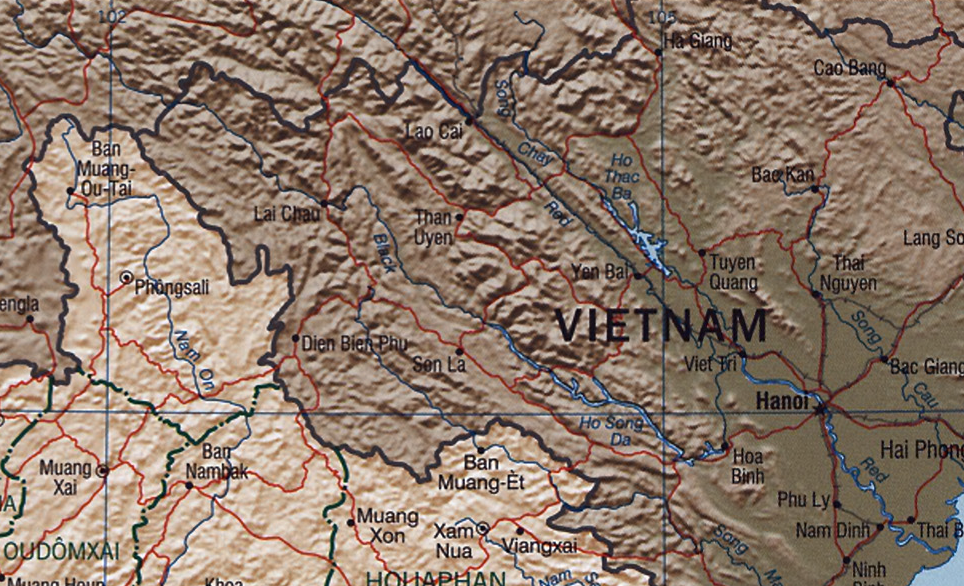
Sông Chảy.

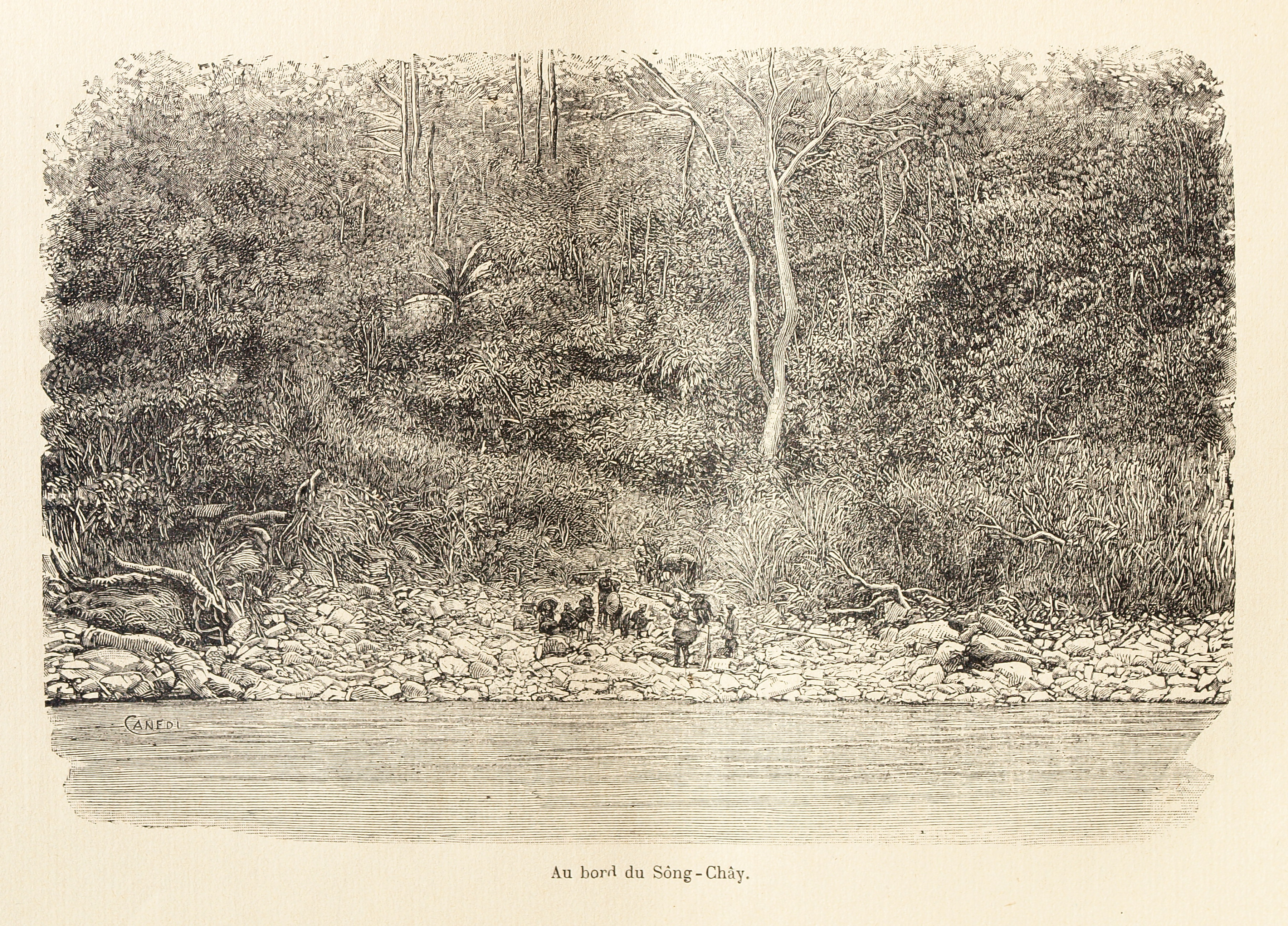
Bản vẽ sông Chảy trong tác phẩm của nhà truyền giáo Léon-Xavier Girod

Từ Chiêu Lầu Thi tới gần xã Nậm Dịch nó chảy theo hướng tây-đông, chuyển sang hướng bắc-nam tới gần xã Hoàng Su Phì, từ đây nó chảy theo hướng đông-tây, qua xã Xín Mần tới xã Si Ma Cai. Trên đoạn này, khoảng 5 km của sông Chảy là biên giới Việt-Trung giữa tỉnh Lào Cai, Việt Nam (ranh giới xã Si Ma Cai), với tỉnh Vân Nam, Trung Quốc. Từ chỗ giáp ranh hai xã Pha Long và Si Ma Cai nó chảy theo hướng bắc-nam tới địa phận hai xã Bảo Nhai và Bắc Hà. Từ đây nó chảy theo hướng tây bắc-đông nam, gần như song song với sông Thao, cách con sông này khoảng 15 km, với dãy núi Con Voi ở giữa ngăn lưu vực hai dòng sông. Qua địa phận xã Phúc Khánh nó chảy vào địa phận các xã Khánh Hòa và Tân Lĩnh. Tại địa phận xã này và các xã Phúc Lợi, Mường Lai, Bảo Ái, Yên Thành, Yên Bình và Thác Bà là hồ Thác Bà dài hơn 50 km, do đập ngăn nước của nhà máy thủy điện Thác Bà tạo ra. Sau khi chảy qua xã Thác Bà thì nó chảy vào xã Chí Đám, tỉnh Phú Thọ để sau đó hợp lưu với sông Lô tại ranh giới giữa xã Đoan Hùng và xã Chí Đám.

## Thủy điện

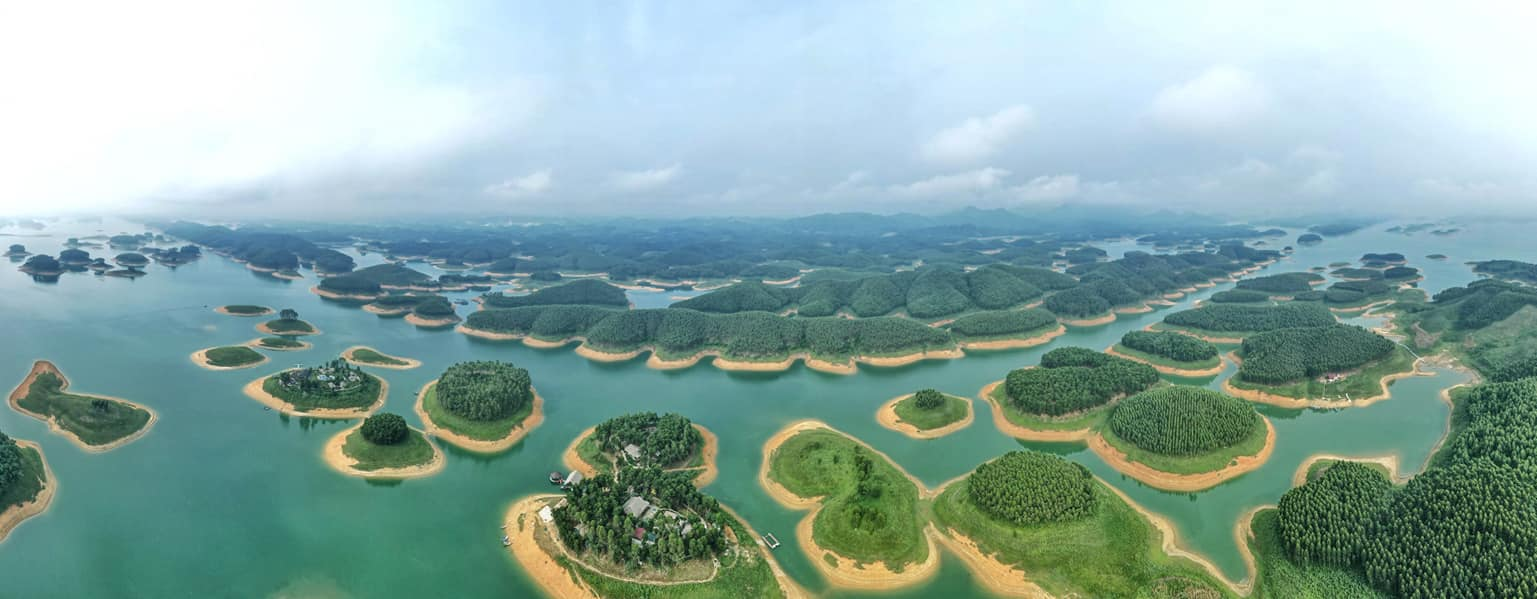
Hồ Thác Bà

Trên dòng chính sông Chảy đến năm 2021 đã xây dựng 10 thủy điện.
1. Thủy điện Sông Chảy 3 công suất lắp máy 14 MW, sản lượng điện hàng năm 47,46 triệu KWh, xây dựng tại xã Hoàng Su Phì & Pờ Ly Ngài, tỉnh Tuyên Quang, khởi công tháng 9/2017, hoàn thành tháng 12/2019 22°44′22″B 104°37′48″Đ / 22,73944°B 104,63°Đ
2. Thủy điện Sông Chảy 5 công suất lắp máy 16 MW, sản lượng điện hàng năm 62 triệu KWh, xây dựng tại xã Xín Mần và Trung Thịnh, tỉnh Tuyên Quang, khởi công 12/2010, hoàn thành 8/2012. 22°42′53″B 104°32′06″Đ / 22,714756°B 104,53495°Đ
3. Thủy điện Sông Chảy 6 công suất lắp máy 16 MW, sản lượng điện hàng năm 57,21 triệu KWh, xây dựng tại thị trấn Pà Vầy Sủ và xã Xín Mần, tỉnh Tuyên Quang, khởi công 2/2017, hoàn thành 2/2019 22°41′29″B 104°27′47″Đ / 22,691463°B 104,462924°Đ
4. Thủy điện Pa Ke công suất lắp máy 26 MW, sản lượng điện hàng năm 96,4 triệu KWh, xây dựng tại xã Si Ma Cai, tỉnh Lào Cai & xã Pà Vầy Sủ, tỉnh Tuyên Quang, khởi công 2016, hoàn thành 2018 22°41′15″B 104°20′11″Đ / 22,68762°B 104,336418°Đ
5. Thủy điện Bắc Hà (Cốc Ly) công suất lắp máy 90 MW, sản lượng điện hàng năm 378 triệu KWh, xây dựng tại xã Bảo Nhai, tỉnh Lào Cai, khởi công 2005, hoàn thành 2012 22°30′31″B 104°11′50″Đ / 22,508545°B 104,197144°Đ
6. Thủy điện Bảo Nhai 1 công suất lắp máy 14 MW, sản lượng điện hàng năm 54,56 triệu KWh, xây dựng tại xã Bảo Nhai, tỉnh Lào Cai, khởi công 2019, hoàn thành 2021. 22°27′11″B 104°14′33″Đ / 22,452968°B 104,24249°Đ
7. Thủy điện Bảo Nhai 2 công suất lắp máy 14,5 MW, xây dựng tại xã Cốc Lầu & Bảo Nhai, tỉnh Lào Cai, khởi công 2019, hoàn thành 2021 22°23′36″B 104°18′17″Đ / 22,393439°B 104,30462°Đ
8. Thủy điện Nậm Lúc
9. Thủy điện Vĩnh Hà công suất lắp máy 21 MW, sản lượng điện hàng năm 89 triệu KWh, xây dựng tại xã Xuân Hòa & Thượng Hà tỉnh Lào Cai, khởi công tháng 5/2013, hoàn thành tháng 9/2016 22°18′13″B 104°27′12″Đ / 22,303611°B 104,453333°Đ
10. Thủy điện Phúc Long công suất lắp máy 22 MW, sản lượng điện hàng năm 82,3 triệu KWh, xây dựng tại xã Phúc Khánh và Bảo Yên, khởi công tháng 10/2019, hoàn thành tháng 5/2021. 22°12′02″B 104°32′27″Đ / 22,200651°B 104,540962°Đ
11. Thủy điện Thác Bà công suất lắp máy 120 MW, khởi công 1964, hoàn thành 1971 21°44′49″B 105°01′24″Đ / 21,747064°B 105,023258°Đ